# Botia birdi
Botia birdi är en fiskart som beskrevs av Chaudhuri, 1909. Botia birdi ingår i släktet Botia och familjen nissögefiskar. Inga underarter finns listade.